# Vệ tinh tự nhiên của Sao Hải Vương

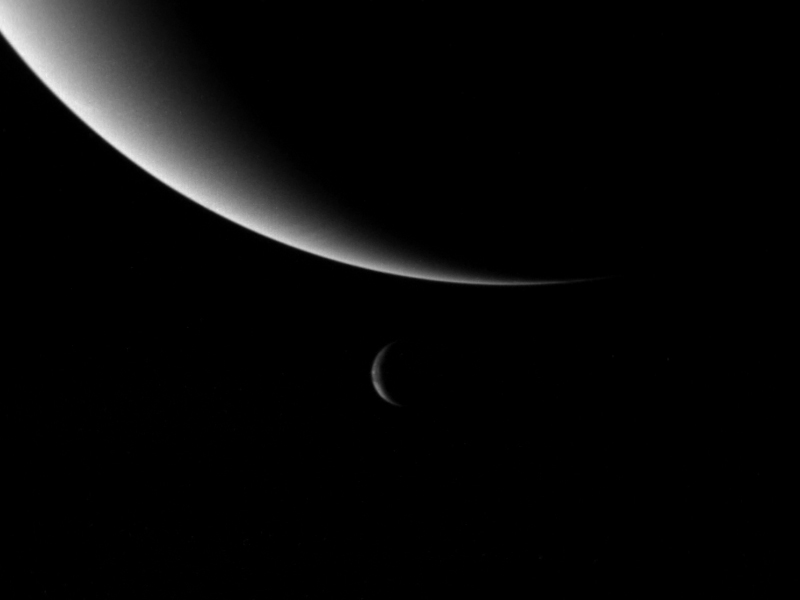
Sao Hải Vương (trên cùng) và Triton (ở giữa), 3 ngày sau khi Voyager 2 bay qua

Tính đến tháng 2 năm 2024, Sao Hải Vương có 16 vệ tinh, được đặt tên theo các nhân vật sống dưới nước trong thần thoại Hy Lạp và La Mã. Vệ tinh lớn nhất cho đến nay là Triton, được phát hiện bởi William Lassell chỉ 17 ngày sau khi Sao Hải Vương được phát hiện. Nhưng phải mất đến một trăm năm sau, Nereid, vệ tinh thứ hai mới được phát hiện. Vệ tinh ngoài cùng Neso có chu kỳ quỹ đạo khoảng 26 năm Julian, quay quanh hành tinh của nó nhiều hơn bất kỳ vệ tinh nào khác trong Hệ Mặt Trời.
Triton rất đặc biệt trong số các vệ tinh có khối lượng hành tinh ở chỗ quỹ đạo của nó nghịch hành so với hướng tự quay của Sao Hải Vương và nghiêng so với đường xích đạo của Sao Hải Vương, điều này cho thấy nó không hình thành quỹ đạo quanh Sao Hải Vương mà thay vào đó bị lực hấp dẫn của nó ''bắt giữ''. Vệ tinh lớn bất thường tiếp theo trong Hệ Mặt trời, vệ tinh Phoebe của Sao Thổ, chỉ có 0,03% khối lượng của Triton. Việc bắt giữ Triton, có lẽ xảy ra một thời gian sau khi Sao Hải Vương hình thành một hệ thống vệ tinh, là một sự kiện thảm khốc đối với các vệ tinh ban đầu của Sao Hải Vương, phá vỡ quỹ đạo của chúng để chúng va chạm với nhau tạo thành một đĩa vụn. Triton đủ lớn để đạt được trạng thái cân bằng thủy tĩnh và giữ được bầu không khí mỏng có khả năng hình thành các đám mây và các mối nguy hiểm.
Bên trong Triton là bảy vệ tinh nhỏ thuận hành, tất cả đều có quỹ đạo thuận hành trong các mặt phẳng nằm gần mặt phẳng xích đạo của sao Hải Vương; một số quỹ đạo trong số các vòng của sao Hải Vương. Lớn nhất trong số chúng là Proteus. Chúng được tích lũy lại từ đĩa đá vụn được tạo ra sau khi Triton bị bắt sau khi quỹ đạo của Triton trở thành hình tròn. Sao Hải Vương cũng có thêm sáu vệ tinh không đều bên ngoài ngoài Triton, bao gồm Nereid, có quỹ đạo cách xa Sao Hải Vương hơn rất nhiều và ở độ nghiêng cao: ba trong số chúng có quỹ đạo ngược, trong khi phần còn lại có quỹ đạo ngược. Đặc biệt, Nereid có quỹ đạo gần và lệch tâm khác thường đối với một vệ tinh không đều, cho thấy nó có thể đã từng là một vệ tinh thông thường bị nhiễu loạn đáng kể đến vị trí hiện tại khi Triton bị bắt. Hai vệ tinh bất thường ngoài cùng của sao Hải Vương, Psamathe và Neso, có quỹ đạo lớn nhất trong số các vệ tinh tự nhiên được phát hiện trong Hệ Mặt Trời cho đến nay.

## Lịch sử

### Khám phá
Triton được William Lassell phát hiện vào năm 1846, chỉ mười bảy ngày sau khi phát hiện ra Sao Hải Vương. Nereid được phát hiện bởi Gerard P. Kuiper vào năm 1949. Vệ tinh thứ ba, sau này được đặt tên là Larissa, lần đầu tiên được quan sát bởi Harold J. Reitsema, William B. Hubbard, Larry A. Lebofsky và David J. Tholen vào ngày 24 tháng 5 năm 1981. Các nhà thiên văn học đang quan sát cách tiếp cận gần của một ngôi sao với Sao Hải Vương, tìm kiếm những vành đai tương tự như những vành đai được phát hiện xung quanh Sao Thiên Vương bốn năm trước.
Không tìm thấy vệ tinh nào nữa cho đến khi Voyager 2 bay qua Sao Hải Vương vào năm 1989. Voyager 2 đã khám phá lại Larissa và phát hiện ra năm vệ tinh bên trong: Naiad, Thalassa, Despina, Galatea và Proteus. Năm 2001, hai cuộc khảo sát sử dụng kính viễn vọng trên mặt đất đã tìm thấy năm vệ tinh bổ sung bên ngoài, nâng tổng số lên mười ba. Các cuộc điều tra tiếp theo của hai đội trong năm 2002 và 2003 lần lượt quan sát lại tất cả năm mặt trăng này, đó là Halimede, Sao, Psamathe, Laomedeia và Neso. Một ứng cử viên vệ tinh thứ sáu cũng được tìm thấy trong cuộc khảo sát năm 2002 và đã bị mất sau đó: nó có thể là một centaur thay vì vệ tinh, mặc dù lượng chuyển động nhỏ của nó so với Sao Hải Vương trong một tháng cho thấy nó thực sự là một vệ tinh. Nó được ước tính có đường kính 33 km và cách Sao Hải Vương khoảng 25,1 triệu km (0,168 AU) khi được tìm thấy.
Mark Showalter đã phát hiện ra Hippocamp vào ngày 1 tháng 7 năm 2013 trong khi kiểm tra các hình ảnh của Kính viễn vọng không gian Hubble (HST) từ năm 2009. Ông đã sử dụng một kỹ thuật tương tự như xoay để bù cho chuyển động quỹ đạo và cho phép xếp chồng nhiều hình ảnh để làm nổi bật các chi tiết mờ. Sau khi quyết định "theo ý thích" để mở rộng khu vực tìm kiếm ra ngoài bán kính, ông đã tìm thấy "dấu chấm khá rõ ràng" đại diện cho vệ tinh mới. Sau đó, ông đã tìm thấy nó nhiều lần trong các hình ảnh HST lưu trữ khác từ năm 2004. Voyager 2, đã quan sát tất cả các vệ tinh bên trong khác của Sao Hải Vương, đã không phát hiện ra nó trong chuyến bay năm 1989 của nó, do độ mờ của nó.

### Tên gọi
Triton đã không có một cái tên chính thức cho đến thế kỷ XX. Cái tên "Triton" được Camille Flammarion gợi ý trong cuốn sách Astronomie Populaire năm 1880 của ông, nhưng nó không được sử dụng phổ biến cho đến ít nhất là những năm 1930. Cho đến thời điểm này, nó thường được gọi đơn giản là "vệ tinh của Sao Hải Vương". Các vệ tinh khác của Sao Hải Vương cũng được đặt theo tên của các vị thần nước Hy Lạp và La Mã, phù hợp với vị trí của Neptune là thần biển: hoặc từ thần thoại Hy Lạp, thường là con của Poseidon, thần biển Hy Lạp (Triton, Proteus, Despina, Thalassa); những người tình của Poseidon (Larissa); các phân loại của các vị thần nước Hy Lạp nhỏ (Naiad, Nereid); hoặc các Nereid cụ thể (Halimede, Galatea, Neso, Sao, Laomedeia, Psamathe). Vệ tinh được phát hiện gần đây nhất, Hippocamp, không được đặt tên trên số chính thức cho đến tháng 2 năm 2019; khi nó được đặt tên theo Hippocamp, một sinh vật thần thoại là nửa ngựa và nửa cá.
Đối với các vệ tinh dị hình "bình thường", quy ước chung là sử dụng các tên kết thúc bằng "a" cho các vệ tinh thuận hành, các tên kết thúc bằng "e" cho các vệ tinh nghịch hành và các tên kết thúc bằng "o" cho các vệ tinh bị nghiêng đặc biệt, giống như quy ước cho các vệ tinh của Sao Mộc. Hai tiểu hành tinh có cùng tên với các vệ tinh của Sao Hải Vương là 74 Galatea và 1162 Larissa.

## Đặc điểm

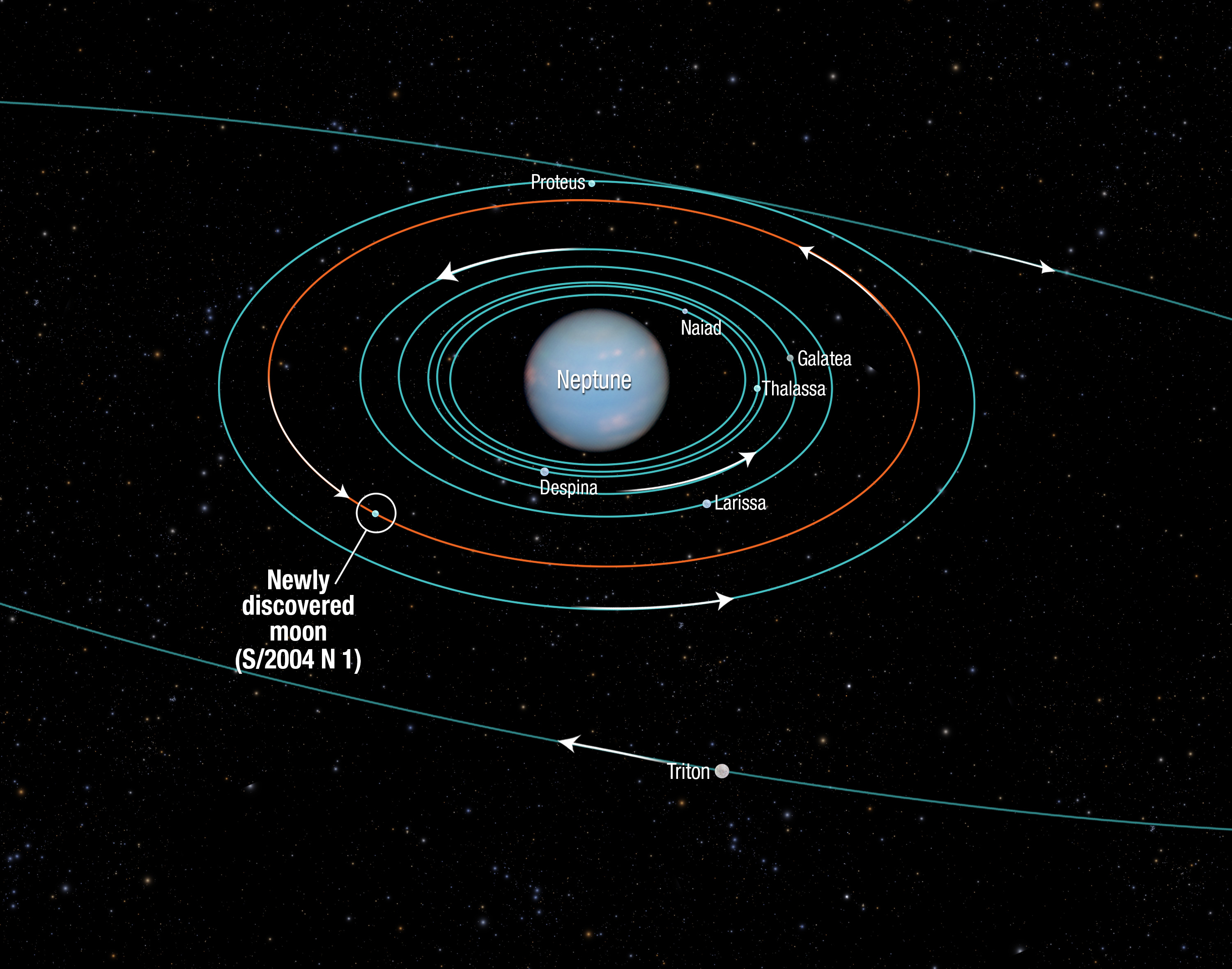
Sơ đồ các vệ tinh bên trong của Sao Hải Vương.

Các mặt trăng của sao Hải Vương có thể được chia thành hai nhóm: bình thường và không bình thường. Nhóm đầu tiên bao gồm bảy vệ tinh bên trong, đi theo quỹ đạo hình tròn nằm trong mặt phẳng xích đạo của Sao Hải Vương. Nhóm thứ hai bao gồm tất cả bảy vệ tinh khác bao gồm Triton. Chúng thường đi theo những quỹ đạo lệch tâm và thường lùi về phía xa Sao Hải Vương; ngoại lệ duy nhất là Triton, quỹ đạo gần với hành tinh theo quỹ đạo tròn, mặc dù ngược và nghiêng.

### Bình thường (hay thông thường hoặc đều)
Theo thứ tự khoảng cách từ Sao Hải Vương, các vệ tinh bình thường là Naiad, Thalassa, Despina, Galatea, Larissa, Hippocamp và Proteus. Tất cả ngoại trừ hai vệ tinh bên ngoài đều nằm trong quỹ đạo đồng bộ của Sao Hải Vương (chu kỳ quay của Sao Hải Vương là 0,6713 ngày) và do đó đang bị giảm tốc độ. Naiad, vệ tinh đều gần nhất, cũng là vệ tinh nhỏ thứ hai trong số các vệ tinh bên trong (sau khi phát hiện ra Hippocamp), trong khi Proteus là vệ tinh bình thường lớn nhất và vệ tinh lớn thứ hai của Sao Hải Vương.
Các vệ tinh bên trong được liên kết chặt chẽ với các vành đai của Sao Hải Vương. Hai vệ tinh trong cùng, Naiad và Thalassa, quỹ đạo giữa các vành Galle và Le Verrier. Despina có thể là vệ tinh chăn cừu của vành Le Verrier, bởi vì quỹ đạo của nó nằm ngay bên trong vành này. Vệ tinh tiếp theo, Galatea, quỹ đạo ngay bên trong vành đai nổi bật nhất của Sao Hải Vương, vành đai Adams. Vành này rất hẹp, với chiều rộng không quá 50 km, và có năm vòng cung sáng nhúng. Trọng lực của Galatea giúp giữ các mảnh đá trong một khu vực giới hạn theo hướng xuyên tâm, duy trì vòng hẹp. Sự cộng hưởng khác nhau giữa các mảnh đá và Galatea cũng có thể có vai trò trong việc duy trì các cung.
Chỉ có hai vệ tinh đều lớn nhất được chụp với độ phân giải đủ để phân biệt hình dạng và đặc điểm bề mặt của chúng. Larissa, đường kính khoảng 200 km, bị kéo dài. Proteus không bị kéo dài đáng kể, nhưng cũng không hoàn toàn hình cầu: nó giống như một khối đa diện không đều, với một số mặt phẳng hoặc hơi lõm có đường kính 150 đến 250 km. Với đường kính khoảng 400 km, nó lớn hơn vệ tinh Mimas của Sao Thổ, có hình elip hoàn toàn. Sự khác biệt này có thể là do sự gián đoạn va chạm trong quá khứ của Proteus. Bề mặt của Proteus được xây dựng rất nhiều và cho thấy một số đặc điểm kiểu như đường kẻ. Miệng núi lửa lớn nhất của nó, Pharos, có đường kính hơn 150 km.
Tất cả các vệ tinh bên trong của Sao Hải Vương là các vật thể tối: suất phản chiếu hình học của chúng dao động từ 7 đến 10%. Phổ của chúng chỉ ra rằng chúng được làm từ nước đá bị ô nhiễm bởi một số vật liệu rất tối, có thể là các hợp chất hữu cơ phức tạp. Về mặt này, các vệ tinh trong của Sao Hải Vương tương tự như các vệ tinh trong của Sao Thiên Vương.

### Không bình thường (hay bất thường hoặc không đều)
Theo thứ tự khoảng cách của chúng với hành tinh, các vệ tinh không đều là Triton, Nereid, Halimede, Sao, Laomedeia, Psamathe và Neso, một nhóm bao gồm cả các vật thể thuận hành và nghịch hành. Năm vệ tinh ngoài cùng tương tự như các vệ tinh bất thường của các hành tinh khổng lồ khác, và được cho là đã bị Sao Hải Vương bắt giữ, không giống như các vệ tinh thông thường, có thể hình thành tại chỗ.
Triton và Nereid là các vệ tinh không đều bất thường và do đó được xử lý tách biệt với năm mặt trăng sao Hải Vương bất thường khác, giống như các vệ tinh không đều bên ngoài của các hành tinh bên ngoài khác. Thứ nhất, chúng là hai vệ tinh bất thường lớn nhất được biết đến trong Hệ Mặt trời, với Triton gần như là một trật tự có độ lớn lớn hơn tất cả các mặt trăng bất thường đã biết khác. Thứ hai, cả hai đều có trục bán chính nhỏ không điển hình, với Triton có độ lớn nhỏ hơn so với tất cả các mặt trăng bất thường đã biết khác. Thứ ba, cả hai đều có độ lệch quỹ đạo khác thường: Nereid có một trong những quỹ đạo lệch tâm nhất của bất kỳ vệ tinh bất thường nào được biết đến, và quỹ đạo của Triton là một vòng tròn gần như hoàn hảo. Cuối cùng, Nereid cũng có độ nghiêng thấp nhất của bất kỳ vệ tinh bất thường nào đã biết.

#### Triton

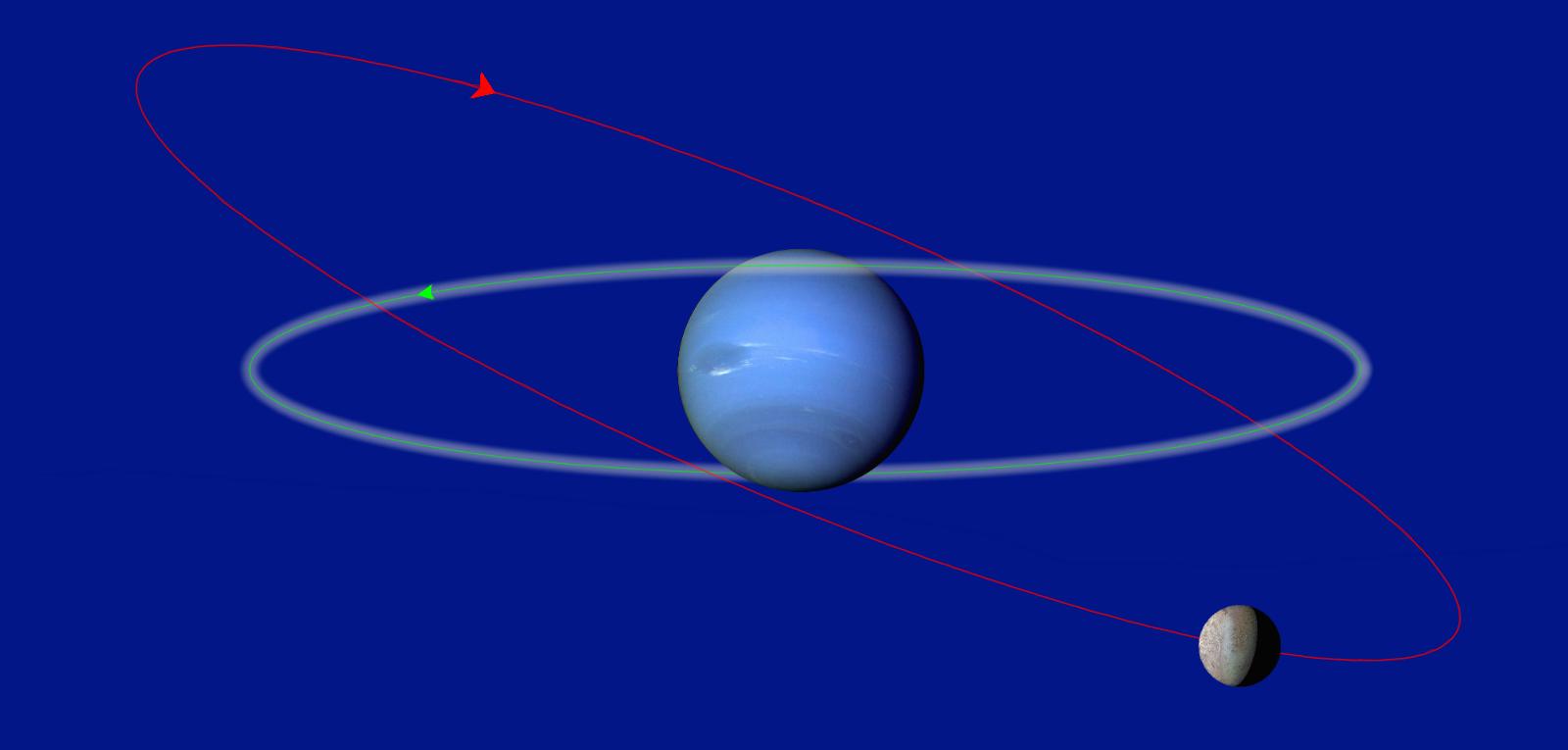
Triton có quỹ đạo (đỏ) khác hơn nhiều so với các quỹ đạo khác của những vệ tinh thuộc hệ Sao Hải Vương, và quỹ đạo này bị nghiêng 23º.

Triton đi theo quỹ đạo ngược và bán nguyệt, và được cho là một vệ tinh bị bắt giữ. Đó là vệ tinh thứ hai trong Hệ Mặt trời được phát hiện có bầu khí quyển đáng kể, chủ yếu là nitơ với một lượng nhỏ khí mêtan và carbon monoxide. Áp lực trên bề mặt của Triton là khoảng 14 μbar. Năm 1989, tàu vũ trụ Voyager 2 đã quan sát những gì dường như là mây và khói mù trong bầu khí quyển mỏng này. Triton là một trong những vật thể lạnh nhất trong Hệ Mặt trời, với nhiệt độ bề mặt khoảng 38 K (−235,2 °C). Bề mặt của nó được bao phủ bởi nitơ, mêtan, carbon dioxide và băng nước và có suất phản chiếu hình học cao hơn 70%. Suất phản chiếu Bond thậm chí còn cao hơn, đạt tới 90%. Các đặc điểm bề mặt bao gồm nắp cực lớn phía nam, các mặt phẳng miệng núi lửa cũ bị cắt ngang bởi Graben và sẹo, cũng như các đặc điểm trẻ trung có thể được hình thành bởi các quá trình nội sinh như núi lửa băng. Các quan sát của Voyager 2 cho thấy một số mạch nước phun hoạt động trong nắp cực được Mặt trời làm nóng, đẩy ra các luồng gió lên độ cao lên tới 8 km. Triton có mật độ tương đối cao khoảng 2g/cm³ cho thấy đá chiếm khoảng hai phần ba khối lượng của nó và băng (chủ yếu là băng nước) chiếm một phần ba còn lại. Có thể có một lớp nước lỏng nằm sâu bên trong Triton, tạo thành một đại dương ngầm. Do quỹ đạo ngược và gần với Sao Hải Vương (gần Mặt Trăng hơn Trái Đất), sự giảm tốc của thủy triều đang khiến Triton xoắn ốc vào bên trong, điều này sẽ dẫn đến sự hủy diệt của nó trong khoảng 3,6 tỷ năm.

#### Nereid

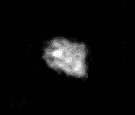
Ảnh tốt nhất của Voyager 2 về vệ tinh Nereid.

Nereid là vệ tinh lớn thứ ba của Sao Hải Vương. Nó có quỹ đạo thuận hành nhưng bị nghiêng nhiều và được cho là một vệ tinh thông thường trước đây được phân tán vào quỹ đạo hiện tại của nó thông qua các tương tác hấp dẫn trong quá trình bắt giữ của Triton. Nước đá đã được phát hiện quang phổ trên bề mặt của nó. Các phép đo ban đầu của Nereid cho thấy sự thay đổi lớn, bất thường về cường độ có thể nhìn thấy của nó, được suy đoán là do suy đoán cưỡng bức hoặc xoay hỗn hợp kết hợp với hình dạng kéo dài và các điểm sáng hoặc tối trên bề mặt. Điều này đã bị từ chối vào năm 2016, khi các quan sát từ Kính viễn vọng không gian Kepler chỉ cho thấy các biến thể nhỏ. Mô hình nhiệt dựa trên các quan sát hồng ngoại từ Kính viễn vọng không gian Spitzer và Herschel cho thấy rằng Nereid chỉ có độ giãn dài vừa phải, làm biến dạng sự bắt buộc của vòng quay. Mô hình nhiệt cũng chỉ ra rằng độ nhám bề mặt của Nereid rất cao, có khả năng tương tự như vệ tinh Hyperion của Sao Thổ.

#### Vệ tinh không đều bình thường
Trong số các vệ tinh không đều còn lại, Sao và Laomedeia đi theo quỹ đạo thuận hành, trong khi Halimede, Psamathe và Neso đi theo quỹ đạo nghịch hành. Do sự giống nhau của quỹ đạo của chúng, người ta cho rằng Neso và Psamathe có thể có nguồn gốc chung trong sự tan vỡ của một vệ tinh lớn hơn. Psamathe và Neso có quỹ đạo lớn nhất trong số các vệ tinh tự nhiên được phát hiện trong Hệ Mặt trời cho đến nay. H mất 25 năm để quay quanh Sao Hải Vương với tốc độ trung bình gấp 125 lần khoảng cách giữa Trái Đất và Mặt Trăng. Sao Hải Vương có quyển Hill lớn nhất trong Hệ Mặt trời, chủ yếu nhờ khoảng cách lớn từ Mặt Trời; điều này cho phép nó giữ quyền kiểm soát các mặt trăng ở xa như vậy. Tuy nhiên, vệ tinh S/2003 J 2 của Sao Mộc có tỷ lệ phần trăm lớn nhất trong bán kính Hill của tất cả các mặt trăng trong Hệ Mặt trời, và các vệ tinh Jovian trong các nhóm Carme và Pasiphae có tỷ lệ bán kính Hill của chúng lớn hơn Psamathe và Neso.

## Bảng số liệu
Các vệ tinh của Sao Hải Vương được liệt kê ở đây theo thời kỳ quỹ đạo, từ ngắn nhất đến dài nhất. Vệ tinh dị hình (bị bắt) được đánh dấu bằng màu sắc. Triton, vệ tinh của Sao Hải Vương duy nhất đủ lớn để bề mặt của nó chuyển đổi thành một hình cầu, được tô đậm.
| ‡ Vệ tinh không đều thuận hành | ♠ Vệ tinh không đều nghịch hành |

| Thứ tự | Nhãn | Tên          | Phát âm              | Hình ảnh | Đường kính (km)               | Khối lượng (×1016 kg) | Bán trục lớn (km) | Chu kỳ quỹ đạo (d) | Độ nghiêng quỹ đạo (°) | Độ lệch tâm | Năm phát hiện | Năm công bố | Khám phá bởi          |
| 1      | III  | Naiad        | /ˈneɪæd, ˈnaɪ-, -əd/ | A smeared white object elongated from the bottom-left to top-right can be seen in the center. | 66 (96 × 60 × 52)             | ≈ 19                  | 48227             | 0,294              | 4,691                  | 0,0003      | 1989          | 1989        | Nhóm khoa học Voyager |
| 2      | IV   | Thalassa     | /θəˈlæsə/            | | 82 (108 × 100 × 52)           | ≈ 35                  | 50074             | 0,311              | 0,135                  | 0,0002      | 1989          | 1989        | Nhóm khoa học Voyager |
| 3      | V    | Despina      | /dɪsˈpiːnə/          | A white oval shaped object somewhat elongated horizontally is seen in the center. There are a few small dark spots on its surface. | 150 (180 × 148 × 128)         | ≈ 210                 | 52526             | 0,335              | 0,068                  | 0,0002      | 1989          | 1989        | Nhóm khoa học Voyager |
| 4      | VI   | Galatea      | /ˌɡæləˈtiːə/         | A small white object elongated from the bottom-left to top-right can be seen in the center. | 176 (204 × 184 × 144)         | ≈ 375                 | 61953             | 0,429              | 0,034                  | 0,0001      | 1989          | 1989        | Nhóm khoa học Voyager |
| 5      | VII  | Larissa      | /ləˈrɪsə/            | An irregularly shaped grey object slightly elongated horizontally occupies almost the whole image. Its surface shows a number of dark and white spots. | 194 (216 × 204 × 168)         | ≈ 495                 | 73548             | 0,555              | 0,205                  | 0,0014      | 1981          | 1981        | Reitsema và đồng sự.  |
| 6      | —    | Hippocamp    |                      | | ≈ 16–20                       | ≈ 0,5 ± 0,4           | 105300 ± 50       | 0,936              | 0,064                  | 0,0005      | 2013          | 2013        | Showalter và đồng sự. |
| 7      | VIII | Proteus      | /ˈproʊtiəs/          | A conically shaped object is seen almost fully illuminated from the left. The cone axis looks towards the observer. The outline of the object is a rectangle with rounded corners. The surface is rough with a few large depressions. | 420 (436 × 416 × 402)         | ≈ 5035                | 117646            | 1,122              | 0,075                  | 0,0005      | 1989          | 1989        | Nhóm khoa học Voyager |
| 8      | I    | Triton♠      | /ˈtraɪtən/           | A large spherical object is half-illuminated from the bottom-left. The south pole faces to the light source. Around it in the bottom-left part of the body there is a large white area with a few dozens dark streaks elongated in the pole to equator direction. This polar cap has a slight red tinge. The equatorial region is darker with a tint of cyan. Its surface is rough with a number of craters and intersecting lineaments. | 27052±48 (2709 × 2706 × 2705) | 2140800±5200          | 354759            | −5,877             | 156,865                | 0,0000      | 1846          | 1846        | Lassell               |
| 9      | II   | Nereid‡      | /ˈnɪəriːɪd/          | A small white smeared body is seen in center. | ≈ 340 ± 50                    | ≈ 2700                | 5513818           | 360,13             | 7,090                  | 0,7507      | 1949          | 1949        | Kuiper                |
| 10     | IX   | Halimede♠    | /ˌhælɪˈmiːdiː/       | | ≈ 62                          | ≈ 16                  | 16611000          | −187908            | 112,898                | 0,2646      | 2002          | 2003        | Holman và đồng sự.    |
| 11     | XI   | Sao‡         | /ˈseɪoʊ/             | | ≈ 44                          | ≈ 6                   | 22228000          | 291272             | 49,907                 | 0,1365      | 2002          | 2003        | Holman và đồng sự.    |
| 12     |      | S/2002 N 5 ‡ |                      | | ≈ 38                          | ≈ 3                   | 23414700          | 3151               | 46,3                   | 0,433       | 2002          | 2024        | Holman và đồng sự.    |
| 13     | XII  | Laomedeia‡   | /ˌleɪoʊmɪˈdiːə/      | | ≈ 42                          | ≈ 5                   | 23567000          | 317133             | 34,049                 | 0,3969      | 2002          | 2003        | Holman và đồng sự.    |
| 14     | X    | Psamathe♠    | /ˈsæməθiː/           | | ≈ 40                          | ≈ 4                   | 48096000          | −907430            | 137,679                | 0,3809      | 2003          | 2003        | Sheppard và đồng sự.  |
| 15     | XIII | Neso♠        | /ˈniːsoʊ/            | | ≈ 60                          | ≈ 15                  | 49285000          | −9740,73           | 131,265                | 0,5714      | 2002          | 2003        | Holman và đồng sự.    |
| 16     |      | S/2021 N 1♠  |                      | | ≈ 25                          | ≈ 0,8                 | 50700200          | −10043             | 135,2                  | 0,503       | 2021          | 2024        | Sheppard và đồng sự.  |